# Praying for Time
«Praying For Time» (en español: «Rezando por Tiempo») es el primer sencillo de George Michael en dos años, entrando al chart británico en agosto de 1990.
La crítica la catalogó como una reflexión oscura y sombría acerca de los males de la sociedad y la injusticia. Alcanzó el #6 en UK y el #1 por una semana en el Billboard Hot 100 en USA. George utilizó un efecto vocal de eco y puso la melodía en una clave baja para alejar la naturaleza cálida del sonido normal de su voz. Fue la primera canción con motivaciones políticas que él publicó en un sencillo desde su más tempranos años con Wham!.
La canción fue la primera de cinco sencillos publicados del álbum Listen Without Prejudice Vol. 1, aunque fue la única del quinteto en estar en los Top 10 del Reino Unido. Esta Canción es indiscutiblemente uno de los grandes éxitos del cantante George Michael

## Sencillo
7" sencillo Epic 656198 7	1990
1. 	«Praying For Time»		4:40
2. 	«If You Were My Woman»		4:05

## Posicionamiento
| Listas (1990)  | Posición |
| -------------- | -------- |
| Australia      | 16       |
| Austria        | 6        |
| Estados Unidos | 1        |
| Francia        | 19       |
| Noruega        | 2        |
| Reino Unido    | 6        |
| Suecia         | 9        |
| Suiza          | 6        |